# Nirgal Vallis
Nirgal Vallis, sur la planète Mars, est une vallée (« vallis ») encaissée, très sinueuse, et un long chenal fluviatile de 610 km de long, se développant au sud de la terminaison orientale des vallées Marineris. C'est aussi un système hydrographique en réseau d'affluents.
Géomorphologiquement, ce système prend ses sources dans le coin nord-ouest du grand plateau régional Noachis Terra, au nord du bassin Argyre et au sud du cratère Vinogradov. Le réseau est, à l'échelle globale de son développement, linéaire d'ouest, ses sources les plus distantes, vers l'est, son aval. Elle est géomorphologiquement un affluent de la vallée Uzboi (en) dans laquelle elle se termine, à mi-chemin entre les cratères Holden et Bond (en).

## Géographie
Cartographiquement, cette vallée a son exutoire (confluence avec Uzboi Vallis) dans le coin sud-ouest du quadrangle de Margaritifer Sinus (MC-19), et ses sources est proche de la bordure sud-est du quadrangle de Coprates (MC-18), à environ 28,4° de latitude sud et 42° de longitude ouest. Elle a été nommée d'après Nergal, le nom du dieu de la guerre en Babylonien, pendant du dieu romain Mars.

## Géomorphologie
La moitié ouest de Nirgal Vallis est un vaste système de vallées affluentes. La partie orientale est elle une vallée sinueuse, profondément enracinée. Nirgal Vallis se termine dans Uzboi Vallis. Les affluents sont très courts ; ils se terminent à l'amont, ce qui s'appelle la tête de vallée, en amphithéâtres aux parois abruptes. Sur Terre, la forme de ces têtes de vallée est aussi souvent appelée cirque, et de telles vallées prennent parfois nom de culées ou de reculées.

## Fonctionnement hydrologique
La lecture de l'imagerie satellitale montre que de l'eau venant de Nirgal Vallis a été la cause d'un événement de type grande inondation qui a traversé le cratère Holden, contribuant à la formation d'un lac dans ce cratère. Il a été estimé que Nirgal Vallis aurait fourni un débit estimé à 4 800 m3/s, équivalent au grand fleuve asiatique Salouen.

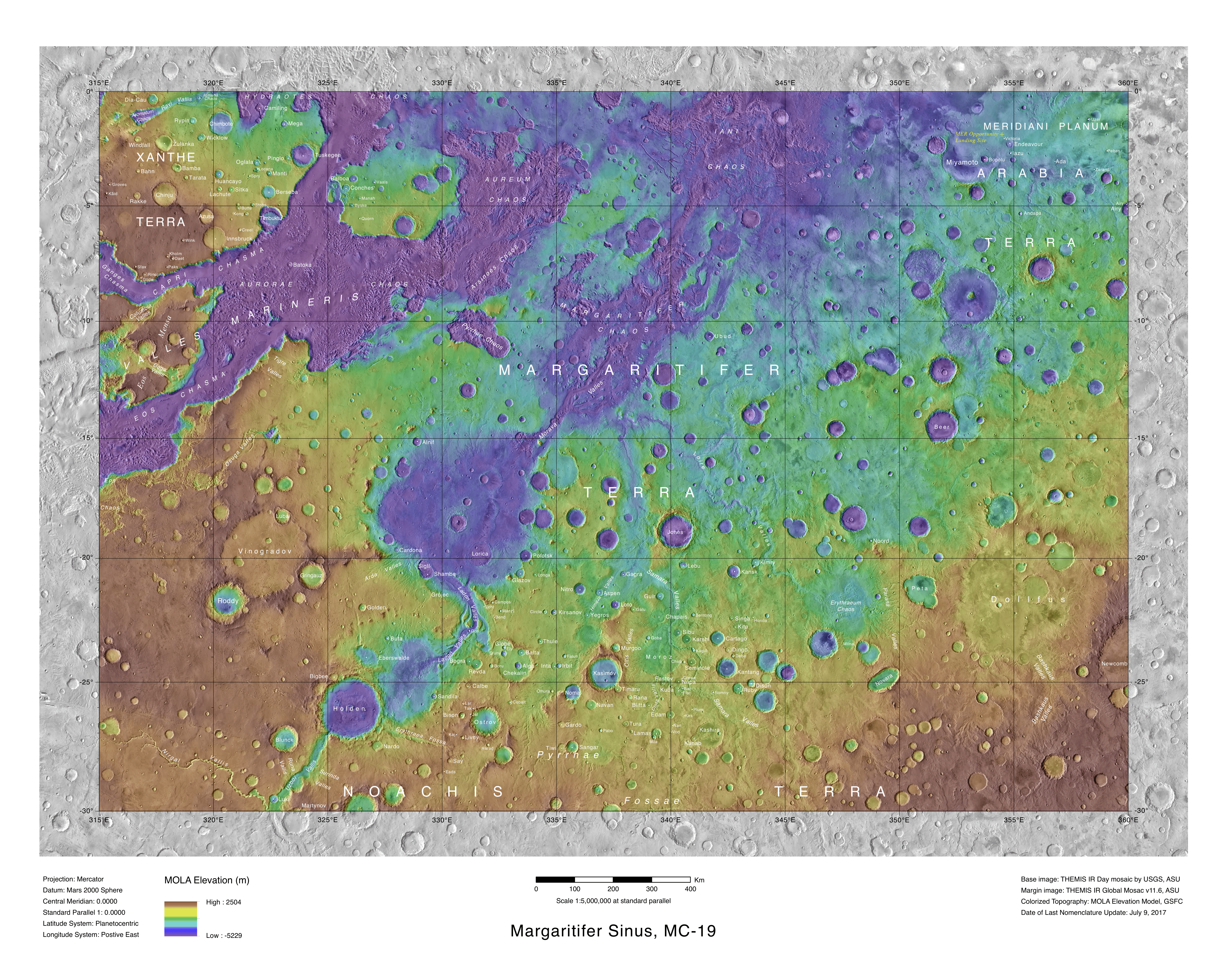
Portion sud-ouest de la carte du quadrangle de Margaritifer Sinus indiquant l'emplacement de Nirgal Vallis, ainsi que d'autres vallées à proximité.

Une partie de cette eau venue de Nirgal Vallis a stagné dans Uzboi Vallis, le rebord du cratère Holden bloquant l'écoulement dans un premier temps. Ultérieurement, l'eau a percé ce rebord et y a créé un lac, estimé avoir de 200 à 250 m de profondeur. L'érosion de ce rebord entrant a ainsi laissé place à un cours d'eau d'une profondeur d'au moins 50 m, entrant dans Holden avec un débit de 5 à 10 fois celui de la rivière Mississippi,,,. Les terrasses et la présence de gros blocs rocheux roulés (de plusieurs dizaines de mètres de diamètre) argumentent pour de tels hauts débits,,.

## Phénomène de sape dans la Nirgal Vallis
Le système hydrologique de Nirgal Vallis est l'un des réseaux de vallées les plus longs sur Mars. Les scientifiques ne sont pas sûrs de savoir comment ces anciennes vallées fluviales se sont formées. Des évidences quant à l'origine de l'eau qui s'y est écoulée, tendent à favoriser, non pas une eau météorique (précipitations), mais une origine souterraine. L'un des mécanismes qui a été avancé est celui de la sape par exsurgence d'une eau présente en abondance dans une aquifère de cette terminaison occidentale du plateau Noachis Terra. Selon ce scénario, l'eau en s'écoulant entraîne les matériaux rocheux à son niveau d'élévation, ce qui provoque ultérieurement l'écroulement des unités sus-jacentes. Ce phénomène de sape est courant dans certaines régions désertiques, comme en Amérique du sud-ouest[Où ?]. Il se forme des vallées affluentes en alcôve, larges et courtes (trapues) comme mes cilées du Jura franco-suisse ; ces caractéristiques sont visibles dans les photos ci-dessous de Nirgal Vallis prises avec l'instrument THEMIS de l'orbiteur Mars Odyssey.

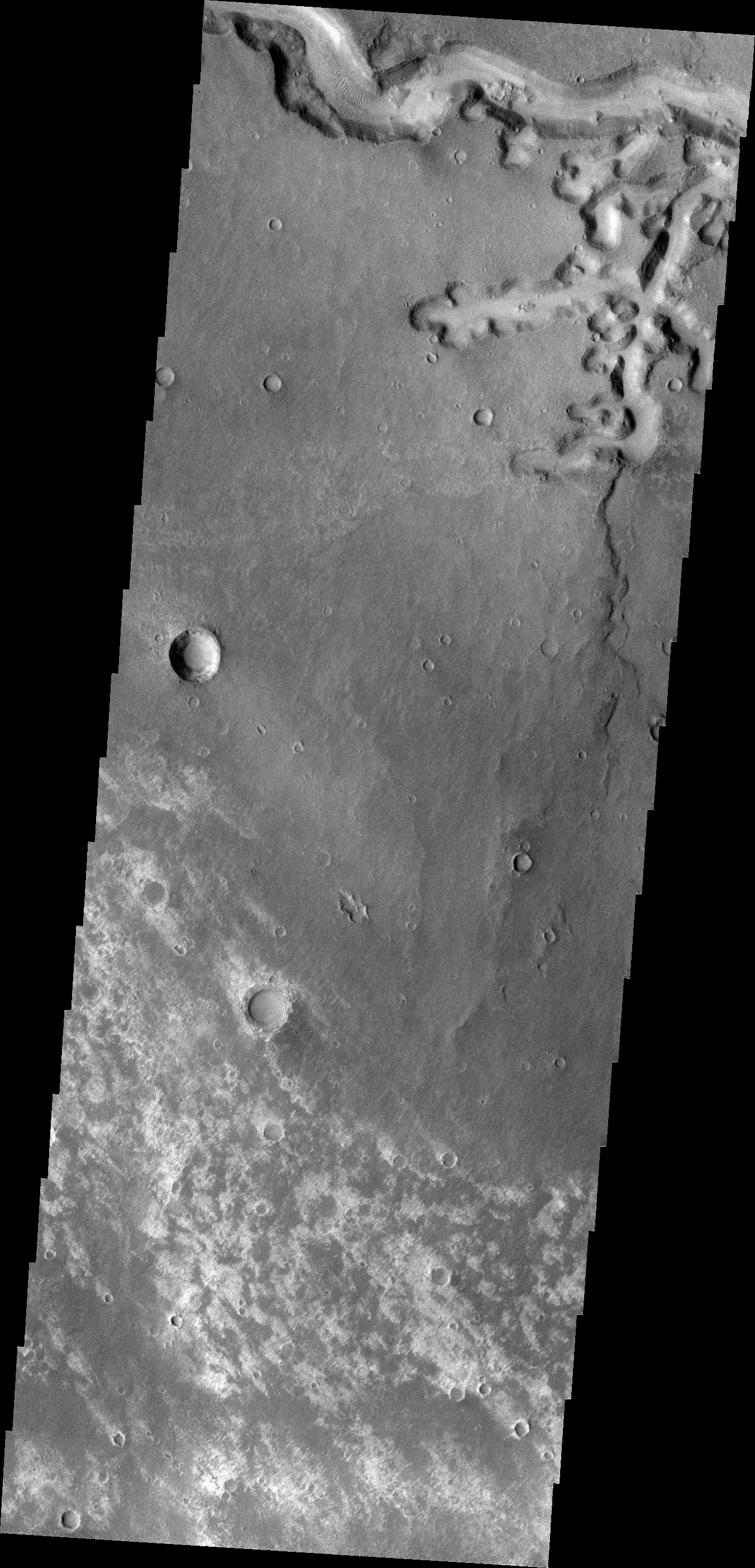
Nirgal Vallis, vue par l'instrument THEMIS.
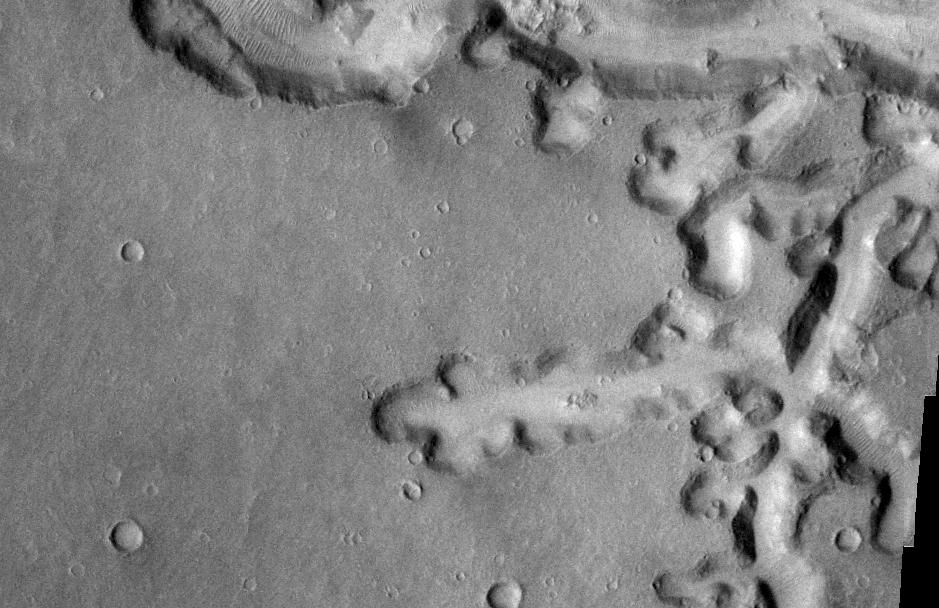
Vue rapprochée de Nirgal Vallis, par l'instrument THEMIS.